# Japonizm w sztuce Zachodu
Japonizm w sztuce Zachodu lub w skrócie japonizm (fr. japonisme; ang. japonism; jap. ジャポニスム japonisumu) – termin oznaczający wpływ sztuki i kultury japońskiej na sztukę Zachodu w drugiej połowie XIX wieku.

## Znaczenie słowa „japonizm”
Słowo japonisme lub japonism – w znaczeniu wpływu sztuki japońskiej na sztukę Zachodu – zostało użyte po raz pierwszy w 1872 r. przez dwóch francuskich krytyków sztuki: Jules'a Claretie (1840–1913) w jego książce L’Art francais en 1872 oraz (także jako japanism) przez Philippe'a Burty (1830–1890) w Japonisme III. La Renaissance littéraire et artistique.
Zbliżone znaczenie ma, pochodzące również z francuskiego, słowo japonaiserie (ja. ジャポネズリー japonezurī), które pojawiło się wcześniej i oznaczało ogólne zainteresowanie Japonią i wyrobami z tego kraju. Zostało ono utworzone na wzór słowa chinoiserie znanego w Europie od XVII wieku.

## Początki „japonizmu” w Europie

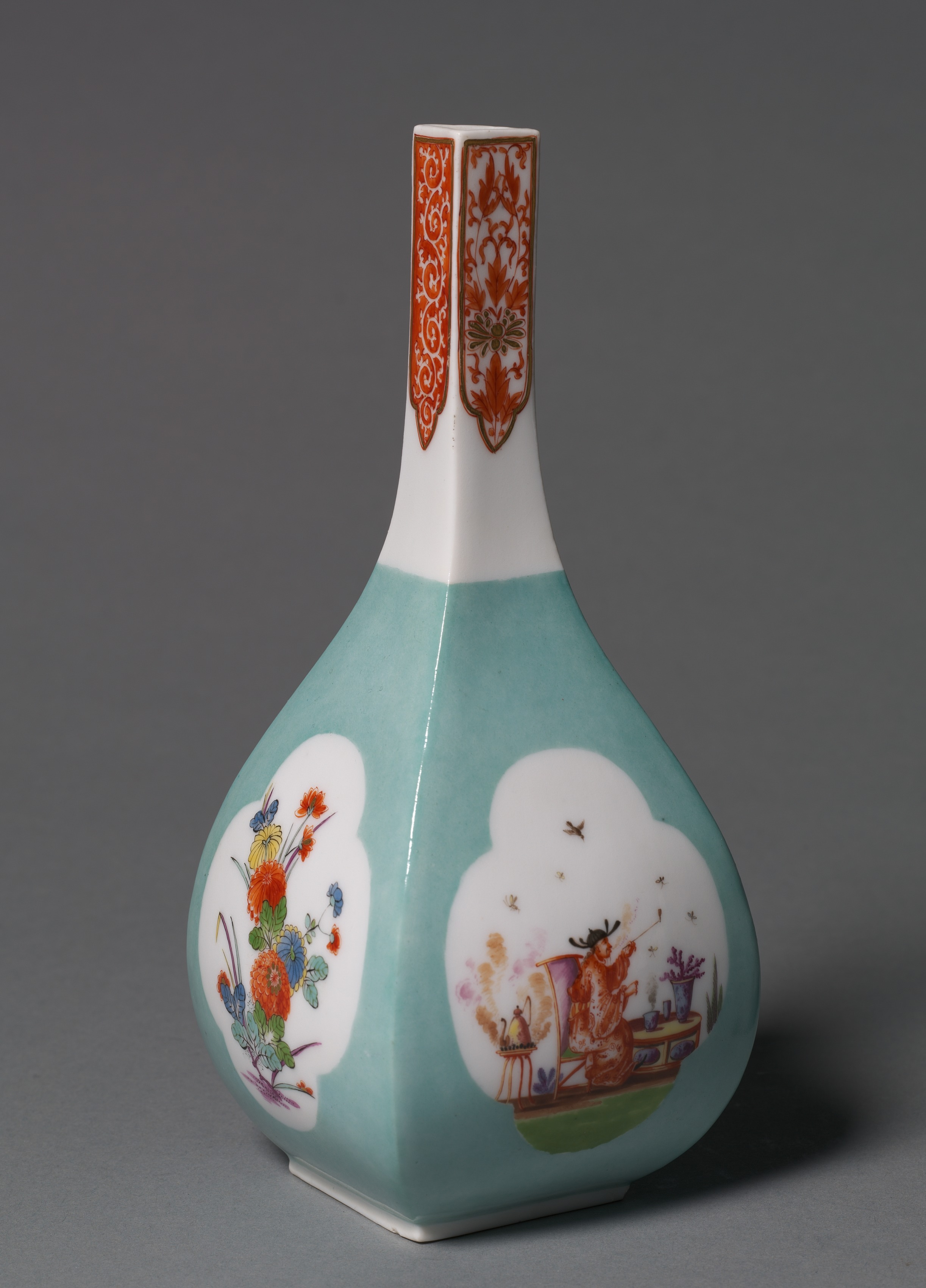
Ceramiczna butelka na sake z dekoracją w stylu kakiemon prawdopodobnie wykonaną przez Johanna Gregora Höroldta. Miśnia, ok. 1730. Cleveland Museum of Art

W wyniku restrykcyjnej polityki samoizolacji (sakoku), prowadzonej przez władający Japonią ród Tokugawa, przed 1854 rokiem handel zagraniczny i wszelkie kontakty z Europą były dozwolone wyłącznie poprzez holenderską faktorię na małej wysepce Dejima w zatoce Nagasaki. Do Europy napływały głównie wyroby artystyczne i rzemieślnicze: z porcelany, laki, wachlarze i drzeworyty.
Wymuszony przez Stany Zjednoczone traktat z Kanagawy (a następnie kolejne kraje) zakończył ten ponad dwustuletni okres zamknięcia i rozpoczęła się wymiana towarów z Zachodem. Japonia uzyskała w ten sposób m.in. możliwość szerokiego zaprezentowania swojej sztuki i rzemiosła na międzynarodowych wystawach w różnych krajach. Oryginalność dzieł japońskich mistrzów wzbudziła ogromne zainteresowanie i wywarła wpływ na sztukę Zachodu. Do pierwszych wielbicieli i promotorów zalicza się Siegfrieda Binga (1838–1905), który otworzył w Paryżu sklep z przedmiotami japońskimi i zaczął wydawać periodyk o nazwie "Le Japon artistique" oraz malarzy: Vincenta van Gogha (1853–1890) i Henri de Toulouse-Lautreca (1864–1901).

## Obrazy przemijającego świata (ukiyo-e)
Ogromny wpływ na sztukę europejską, a zwłaszcza na malarstwo miały japońskie drzeworyty ukiyo-e z XVIII i XIX wieku, które obrazowały życie Japonii, ale także pokazały inny punkt widzenia na konstruowanie obrazu i techniki malarskie. Artyści, jak: Édouard Manet, Edgar Degas, Claude Monet, Vincent van Gogh rozpoczęli ich kolekcjonowanie. Vincent i jego młodszy brat Theo zgromadzili pokaźną kolekcję tego typu dzieł sztuki, obecnie eksponowaną w Muzeum Vincenta van Gogha w Amsterdamie.
W liście do Theo z 5 czerwca 1888 r. Vincent zauważył:
„Co do pobytu na południu, nawet jeżeli tu jest drożej – spójrz, tu się kocha japońskie malarstwo, tu się doświadcza jego wpływu – to łączy wszystkich impresjonistów – i to bez jeżdżenia do Japonii, innymi słowy, ekwiwalent Japonii jest tu, na południu. Tak więc myślę, że przyszłość nowej sztuki leży przede wszystkim na południu.”
Miesiąc później napisał:
„Sztuka japońska upada w swojej ojczyźnie, a ożywa na nowo wśród impresjonistów francuskich.”

## Japonizm w Polsce
Wpływ japońskiej sztuki jest widoczny w twórczości wielu polskich malarzy XIX i XX w. Mieli oni kontakty z twórcami i szkołami europejskimi m.in. w Paryżu i Monachium. Należeli do nich m.in.: Leon Wyczółkowski, Olga Boznańska, Józef Pankiewicz, Julian Fałat, Anna Bilińska-Bohdanowiczowa, Stanisław Wyspiański.

### Polski kolekcjoner
Pod wielkim wpływem japonizmu był polski ziemianin, krytyk i kolekcjoner sztuki, Feliks „Manggha” Jasieński (1861–1929). Z kolei jego pasja rozszerzyła się na jego przyjaciół malarzy i skłoniła ich do zainteresowania się „egzotycznym” malarstwem i odmiennym widzeniem świata przez Japończyków.
W 1920 roku Jasieński podarował swoje zbiory Muzeum Narodowemu w Krakowie. Przekazał około 15 tys. eksponatów, w tym ok. 6,5 tys. o tematyce japońskiej.
Pod koniec lat 80. XX wieku reżyser filmowy Andrzej Wajda przeznaczył swoją Nagrodę Kioto na wybudowanie Muzeum Sztuki i Techniki Japońskiej „Manggha” w Krakowie. Umieszczono w nim m.in. zbiory Jasieńskiego.

## Galeria

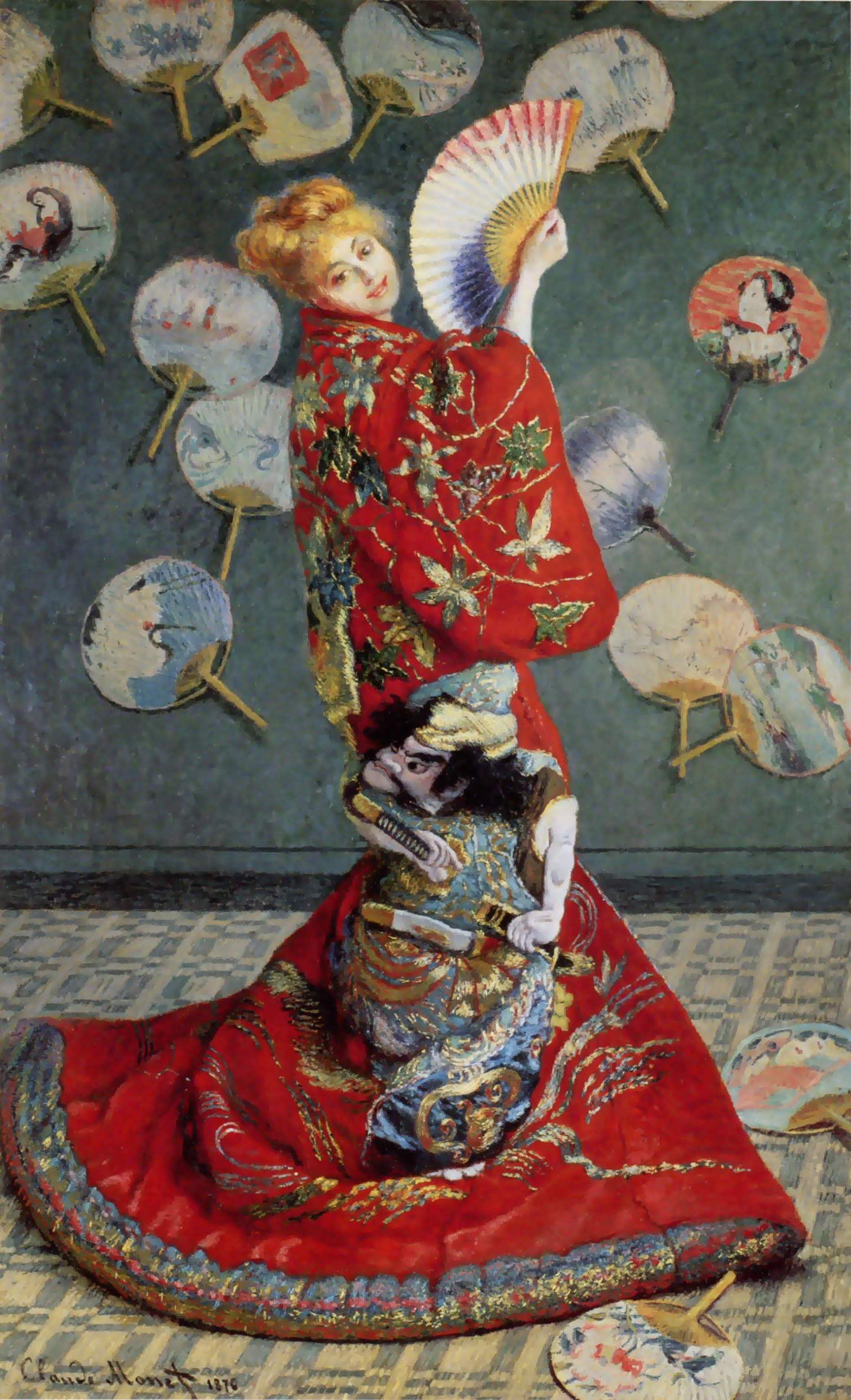
Claude Monet, Madame Monet w stroju japońskim (1876)
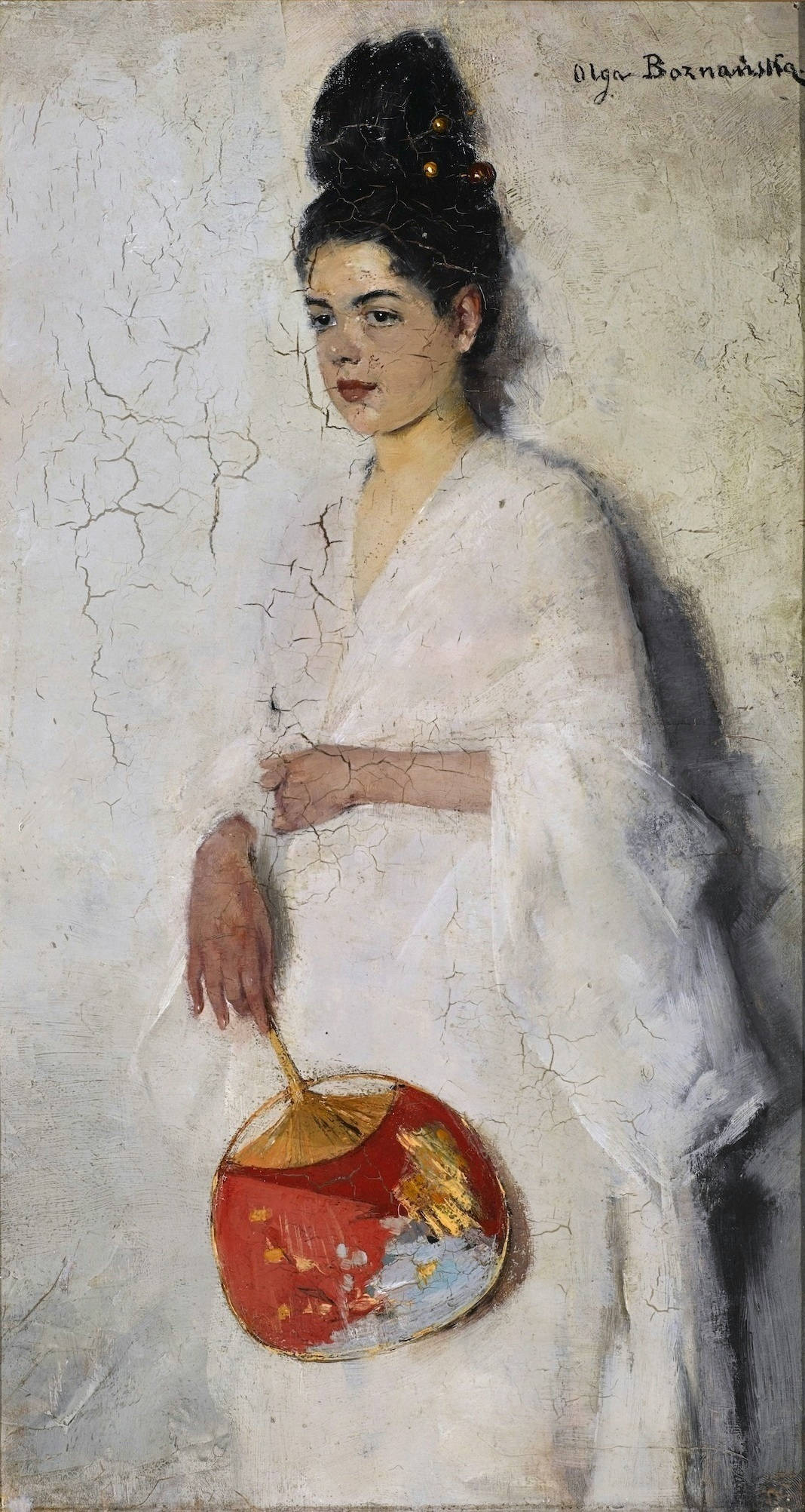
Olga Boznańska, Japonka (1889)
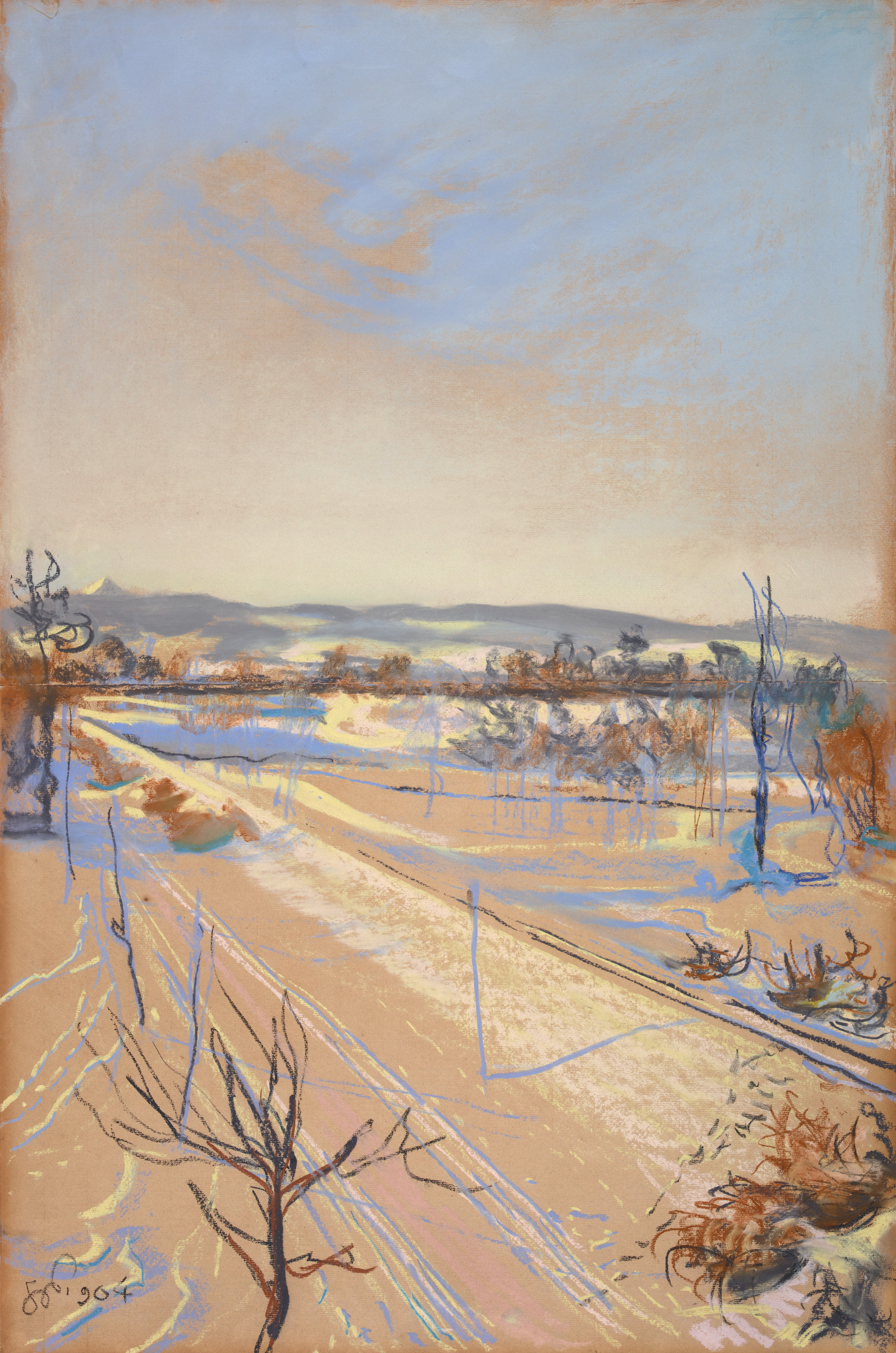
Stanisław Wyspiański, Widok z okna pracowni na Kopiec Kościuszki (1904)
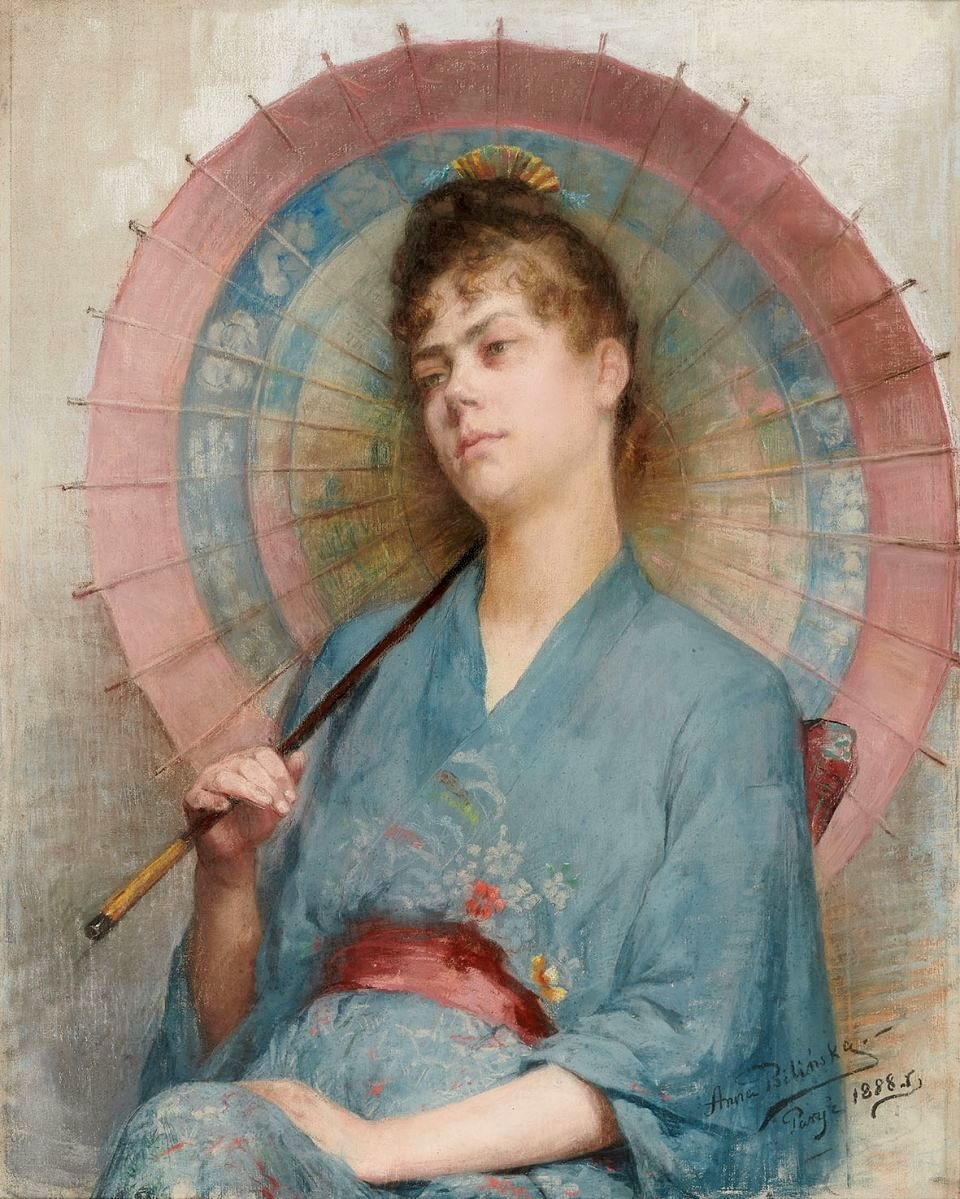
Anna Bilińska-Bohdanowicz, Kobieta z japońską parasolką (1888)
Leon Wyczółkowski, Japonka (1897)